# Нахур
Нахур (Pseudois) —- рід ссавців з підродини козлових (Caprinae) родини бикових (Bovidae), близький до роду Баран (Ovis). З латини родова назва (Pseudois) може бути перекладена як «несправжній баран».
Природний ареал проживання — високогірні райони Гімалаїв і Тибету. Блакитний баран живе на лінії лісу і вище, карликовий же мешкає переважно в лісах.

## Склад роду
Рід включає два види:
- Нахур карликовий (Pseudois schaeferi)
- Нахур блакитний (Pseudois nayaur)

## Фізичні характеристики
Голова і тіло довжиною 1150—1650 мм, хвіст довжиною 100—200 мм, висота в плечах 750—910 мм, вага 25—80 кг. У P. nayaur
голова і верх буро-сірі з відтінком синюватого, низ і внутрішні сторони ніг білі. Це фарбування добре поєднується з синіми сланцевими породами і коричневими травами відкритих схилів. P. schaeferi, як правило, менші, і мають сіріше забарвлення з сріблястим блиском. 
По структурі і звичках Pseudois є проміжними між Capra й Ovis, але очевидно більш тісно пов'язані з Capra. Округлі, гладкі роги Pseudois викривлені назад через шию. Вони є в обох статей, але значно більші у самців, досягаючи в довжину 820 мм.

## Спосіб життя і харчування
Живуть на відкритих схилах і плато з рясною травою на висоті 2500-6500 метрів. Через їх захисне забарвлення і за відсутності будь-якого рослинного укриття, ці тварини залишаються нерухомим при наближенні. Коли вони виявляють, що вони були помічені однак вони тікають крутими скелями, висходячи до найбільш важкодоступних місць. Вони харчуються і відпочивають почергово протягом дня на трав'янистих схилах гір. Дієта складається головним чином з трав протягом літа і висушеної трави та лишайника в зимовий період.

## Соціальна структура і розмноження
Соціальна структура може бути сильно сезонною і залежати від доступності кормів. Парування відбувається з жовтня по січень і дитинчата народжуються з травня до початку липня. Період вагітності становить 160 днів, часто народжується одне дитинча, але двійня не є чимось незвичайним. Лактації триває 6 місяців і статева зрілість досягається у 18 місяців. Самці досягають розмірів дорослого за 7 років. Один нахур в полоні жив 20 років і 10 місяців.